# Kelvin Hoefler
Kelvin Hoefler, né le 10 février 1994 à Guarujá, est un skateur brésilien plutôt spécialisé en street. 
Il participe à plusieurs X Games et monte sur le podium en 2017, 2018 et 2019.
Il est médaillé d'argent en skateboard derrière le Japonais Horigome, aux Jeux olympiques d'été de 2020 dans l'épreuve Street homme. 